# Deutscher Kolonialkrieger-Bund
Der Deutsche Kolonialkrieger-Bund (DKKB) wurde 1922 von Generalmajor Georg Ludwig Rudolf Maercker als Bund zahlreicher kleinerer Kolonialkriegervereine gegründet. Es gab u. a. in Weimar ein Lokal für die ehemals in den deutschen Kolonien tätigen Offiziere und Beamten sowie in Berlin das als Deutsches Kolonialhaus bezeichnete Gebäude. Am 7. September 1930 wurde in Weimar der von dem Bildhauer Josef Heise geschaffene Kolonialbrunnen eingeweiht. Die Einweihung bedeutete zugleich den Höhepunkt der Kolonialtagung des Deutschen Kolonialkriegerbundes.
Bei der Gleichschaltung der kolonialen Verbände nach Gründung des Reichskolonialbundes (RKB) 1936 konnte der DKKB als eine der wenigen Organisationen seine nominelle Selbständigkeit als eingetragener Verein unter dem Dach des RKB zunächst bewahren. Im Oktober 1938 wurde er dem NS-Reichskriegerbund zugeordnet.
Als amtliches Vereinsorgan des DKKB und des Kolonialkriegerdanks erschien ab Januar 1928 die Zeitung Kolonial-Post. Schriftleiter war der Geschäftsführer des Bundes, Oberstleutnant a. D. von Boemcken. Die Zeitung wurde im März 1943 eingestellt.
1942 umfasste der Bund 190 Kolonialkrieger-Kameradschaften mit rund 12.000 Mitgliedern, die durch ihre Zugehörigkeit zum Deutschen Kolonialkrieger-Bund zugleich Mitglieder des Reichskolonialbundes waren.
Die Bundesuniform war eine Khakiuniform mit dem Schutztruppenhut, die Bundesfahne die Flagge der Deutsch-Ostafrikanischen Gesellschaft. Als Abzeichen galt eine Nadel mit einem silberfarbenen Schutztruppenhut.
Bestrebungen, den Kolonialkrieger-Bund nach dem Zweiten Weltkrieg wieder aufleben zu lassen, führten 1955 in Hamburg zur Gründung des „Verband ehemaliger Kolonialtruppen“, der sich ein Jahr später mit anderen regionalen Vereinen zum bis heute bestehenden Traditionsverband ehemaliger Schutz- und Überseetruppen zusammenschloss.